# Little Voice (álbum)
Little Voice —en español: Vocecita— es el álbum debut de compañías discográficas de la cantante y compositora Sara Bareilles, el cual fue lanzado el 17 de julio de 2007, en la etiqueta de Epic Records. Seis de las canciones son versiones de estudio regrabadas de las canciones de su álbum anterior, Careful Confessions.
Una edición especial de dos discos de Little Voice con temas acústicos en vivo fue lanzado el 18 de marzo de 2008. El disco extra también incluye una entrevista con Bareilles y vídeos de acompañamiento de las actuaciones.

## Lista de canciones
1. "Love Song" – 4:18
2. "Vegas" – 4:07
3. "Bottle It Up" – 3:00 (3:18 on 2-disc edition)
4. "One Sweet Love" – 4:20
5. "Come Round Soon" – 3:33
6. "Morningside" – 3:58
7. "Between the Lines" – 4:34
8. "Love on the Rocks" – 4:13
9. "City" – 4:33
10. "Many the Miles" – 5:11
11. "Fairytale" – 3:14
12. "Gravity" – 3:52
13. "Any Way the Wind Blows" (Japan/Platinum MusicPass bonus track)

- Datos: Q3283675